# 가브리엘 에인세
가브리엘 이반 에인세(스페인어: Gabriel Iván Heinze ˈeinse[*], 1978년 4월 19일, 아르헨티나 엔트레리오스주 ~ ) 아르헨티나의 전 축구 선수로, 현역 시절 좌측 수비수와 중앙 수비수로 활동하였다.
노란 머리 (Gringo) 라는 별칭을 지닌 그는 파리 생제르망을 거쳐 2004년에 맨체스터 유나이티드에, 2007년에 레알 마드리드로 이적하였고, 후자의 두 구단에서 도합 4번의 우승을 거두었다. 그는 현역 18년을 뉴얼스 올드 보이스에서 시작해 끝냈다.
에인세는 아르헨티나 대표로 72경기에 출전해 2번의 FIFA 월드컵과 2번의 코파 아메리카 대회에 나갔다.

## 클럽 경력

### 초기 경력
에인세는 아르헨티나 엔트레리오스주 출신으로, 독일계 아르헨티나인 부친 이탈리아인 모친 사이에서 나, 두 국적을 모두 지니고 있다. 그는 조국의 뉴얼스 올드 보이스에서 현역 생활을 시작해 다수의 유럽 구단에서 활약했는데, 19세가 되었을 때, 그는 스페인으로 건너가 바야돌리드에 입단했지만 첫 시즌에 라 리가에 단 한 경기도 나서지 못한 후 1998년 여름에 스포르팅 리스본으로 임대되었다.
2000-01 시즌 후, 에인세는 카스티야 이 레온 연고 구단 소속으로 36번의 리그 경기에 출전해 1부 리그에서의 강등을 막은 후, 파리 생제르망으로 이적해 3년 동안 100번이 넘는 경기에 출전해 2004년 쿠프 드 프랑스 우승에 일조했다.

### 맨체스터 유나이티드
2004년 6월, 에인세는 £6.9M에 맨체스터 유나이티드 선수가 되었다. 그는 2-2로 비긴 볼턴 원더러스와의 원정 경기에서 신고식을 치렀고, 즉시 주전 좌측 수비수 지위를 확보했고, 그의 지지자들은 "아르-헨-티나!" (Ar-gen-tina!) 라고 연호했고, 2004-05 시즌 구단 최고의 선수로 선정되기에 이르었다.
2005년 9월 14일, 에인세는 비야레알과의 UEFA 챔피언스리그 경기에 부상을 당해 시즌 남은 기간 동안 1군 활동에서 빠졌다. 앞서, 그는 데브레첸과의 같은 대회 예선 2차전 원정 경기에 2골을 기록해 3-0 승리를 견인했다. 그는 2006년 4월 2군 경기에서 복귀했지만, 3번째 복귀전에서 경미한 부상을 당해 시즌이 끝나기 전에 1군 복귀전을 치르지 못했다. 이 부상으로 파트리스 에브라가 입단했고, 에브라는 이후 주전 좌측 수비수 지위를 가져갔다.
2006-07 시즌, 에인세는 유나이티드에 장기 부상에서 복귀해 측면 수비에서 중앙 수비로 임무를 변경했다. 프리미어리그 우승을 확정지은 후, 그는 첼시와의 원정 경기과 웨스트 햄 유나이티드와의 안방 경기에서 막판 두 경기에 주장으로 출전했다.
1군 출전 시간 부족으로 알렉스 퍼거슨 감독에 환멸을 느낀 에인세는 시즌 말 리버풀 이적을 감행했다. 유나이티드는 £6.8M 정도로 추정되는 제의를 거절했다.

### 레알 마드리드

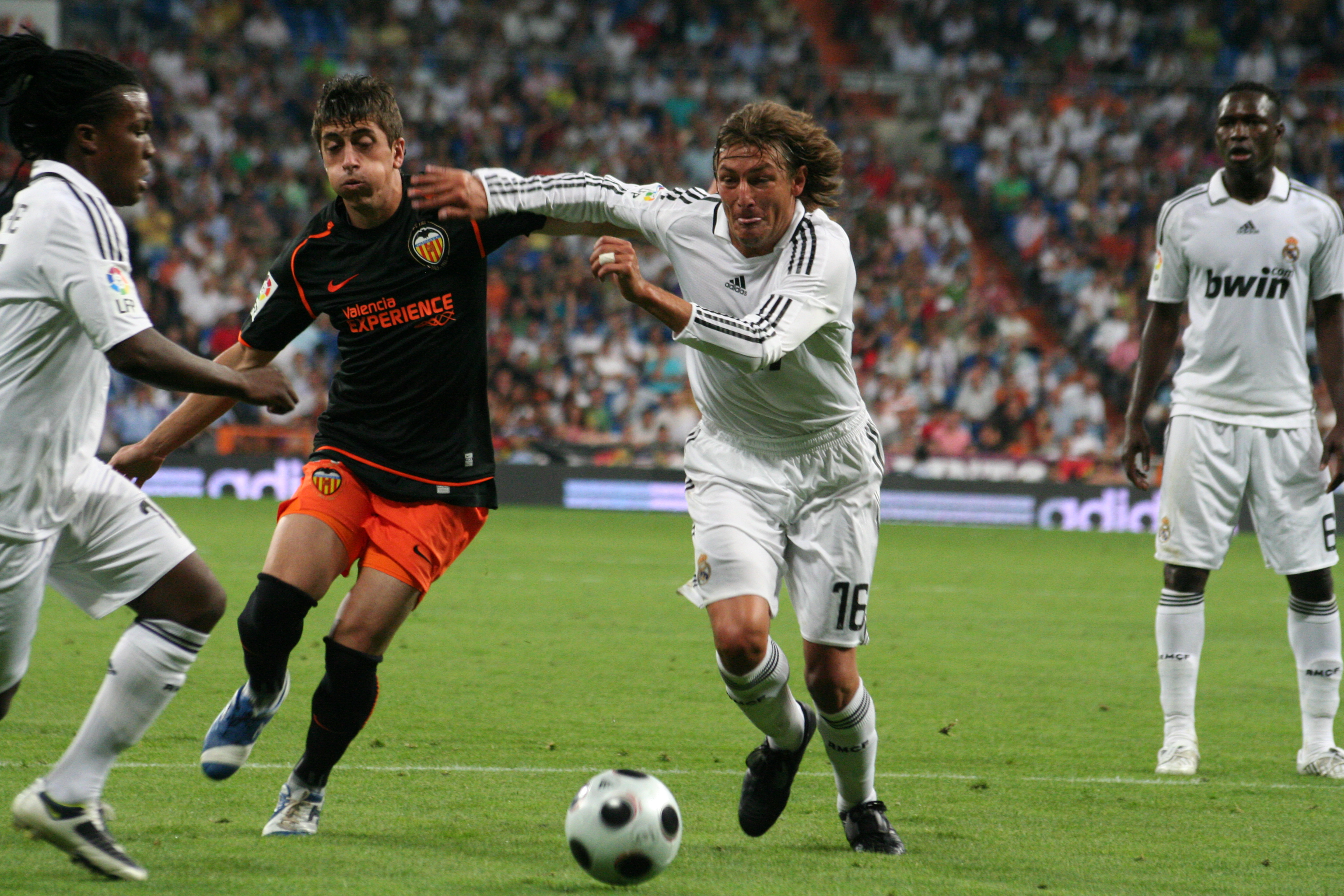
2008년 발렌시아를 상대하는 레알 마드리드의 에인세

2007년 8월 22일, 에인세는 £8M으로 추정되는 이적료에 레알 마드리드와 4년 계약을 맺으며 데이비드 베컴과 뤼트 판 니스텔로이에 이어 스페인 구단에 합류한 세번째 유나이티드 선수가 되었다. 그는 9월 2일, 비야레알과의 경기에서 라울과 교체로 출전해 신고식을 치렀다. 2008년 3월 30일, 그는 3-1로 이긴 세비야와의 안방 경기에서 머랭 (Merengues) 소속으로 첫 골을 기록했고, 1년차에 20경기 출전하여 리그 우승에 공헌했다.
에인세는 2년차에 레알 마드리드에서 더 많은 기회를 받았지만, 그 해 수페르코파 데 에스파냐를 우승한 것 외에는 빈 손으로 1년을 보냈다.

### 마르세유

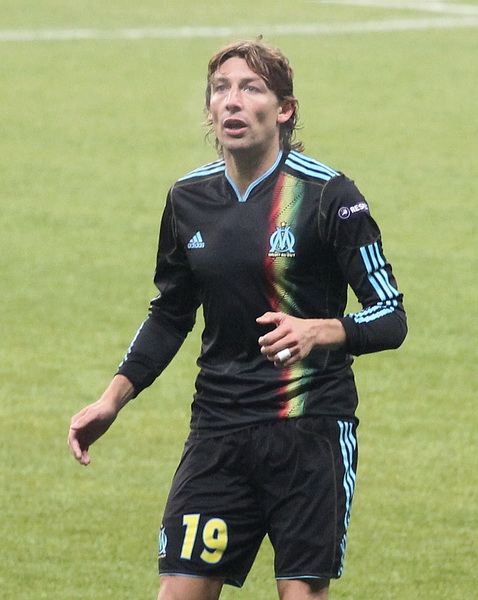
마르세유의 에인세

2009년 7월 30일, 에인세는 비공개 이적료에 마르세유와 2년 계약을 맺었고, 같은 국적의 루초 곤살레스와 리그 1 구단에서 재회했다. 1년차에 그는 시즌 최다인 4골을 27경기에서 기록했고, 롬므 (L'OM)는 리그와 같은 시즌의 쿠프 드 라 리그 우승을 차지했다. 2010년 3월 27일, 그는 보르도와의 후자 대회 결승전에 선발로 출전해 마르세유의 1993년 이래 주요 대회 우승에 일조했다. 5월 5일, 그는 3-1로 이긴 렌과의 안방 경기에서 선제골을 넣어 리그 우승을 확정지었다. 디디에 데샹 감독은 이 시즌 행보를 "인간이 경험할 수 있는 가장 놀라운 모험"이었다고 묘사했다.
2010-11 시즌에도 에인세는 수비의 중심이었다. 2011년 3월 20일, 그는 프리킥으로 친정 구단 파리 생제르망과의 고전 더비 (Le Classique) 안방 경기에서 골을 넣어 2-1 승리를 거두는데 일조했다.
2011년 6월 1일, 33세의 에인세가 구단 웹사이트를 통해 시즌 후 구단을 떠날 것임이 밝혀졌다.

### 말년
2011년 7월 22일, 에인세는 6월 말에 마르세유를 떠난 후 세리에 A의 로마에 합류했다. 9월 11일, 그는 칼리아리와의 경기에서 공식 첫 경기를 치렀다.
2012년 3월 19일, 25번의 공식 경기에 출전한 후, 에인세의 계약은 자동으로 1년 연장되었다. 그러나, 불과 5달 후, 로마 공식 웹사이트에 그가 즉시 구단을 떠나는 것으로 밝혀졌다. 방출 다음 날, 그는 친정 구단 뉴얼스 올드 보이스에 2년 계약으로 합류했다.

### 감독직
그는 비록 공식 면허가 없었지만, 에인세는 2015년 6월에 아르헨티나 프리메라 디비시온의 고도이 크루스 감독으로 취임했다. 9월 27일, 2승 2무 6패를 기록한 후, 그는 경질되었다.

## 국가대표팀 경력
2003년 4월 30일, 에인세는 리비아와의 원정 친선경기에서 아르헨티나 국가대표팀 첫 경기를 치렀다. 이듬해에는 아테네에서 열린 2004년 하계 올림픽에서 금메달을 획득했으며, 6-0으로 이긴 세르비아 몬테네그로와의 조별 리그 경기에서 득점을 기록하기도 했다.
2005-06 시즌 맨체스터 유나이티드 경기에서 부상으로 대부분 기간 동안 출전하지 못했지만, 에인세는 독일에서 열린 2006년 FIFA 월드컵 본선을 앞두고 차출되었다. 그는 개최국과의 8강전 경기에서 선발로 출전했지만, 아르헨티나는 승부차기 끝에 패하였다.
에인세는 2007년 코파 아메리카에도 참가해 멕시코와의 준결승전에서 후안 로만 리켈메가 찬 프리킥을 머리로 마무리해 3-0 승리에 일조하였고, 나중에 준우승을 차지했다. 남아프리카 공화국에서 벌어진 2010년 FIFA 월드컵에서 그는 아르헨티나가 참가한 5번의 본선 경기 중 4경기에 출전했고, 나이지리아와의 조별 리그 경기에서 개인 3호골이자 1-0 결승골을 기록했다.

### 국가대표팀 득점 기록
| # | 날짜            | 경기장                                                 | 상대       | 점수 | 최종결과 | 대회                 |
| - | --------------- | ------------------------------------------------------ | ---------- | ---- | -------- | -------------------- |
| 1 | 2005년 8월 17일 | 푸슈카시 페렌츠, 부다페스트, 헝가리                    | 헝가리     | 1–2  | 1–2      | 친선경기             |
| 2 | 2007년 7월 11일 | 폴리데포르티보 카차마이, 푸에르토 오르다스, 베네수엘라 | 멕시코     | 0–1  | 0–3      | 2007년 코파 아메리카 |
| 3 | 2010년 6월 12일 | 엘리스 파크, 요하네스버그, 남아프리카 공화국           | 나이지리아 | 1–0  | 1–0      | 2010년 FIFA 월드컵   |

## 사생활
에인세는 2016년 탈세를 목적으로 계좌를 사용한 자들을 폭로한 파나마 페이퍼스의 명단에 이름이 올랐다. 2005년, 그는 푸마와 후원 계약을 맺었는데, 그는 계약을 통해 5년 이상 영국령 버진 제도에 모친 계좌를 열어 최소 100만 달러의 수입을 벌어들인 것으로 알려졌다.

## 수상 경력

### 클럽
파리 생제르망
- 쿠프 드 프랑스: 2003–04

맨체스터 유나이티드
- 프리미어리그: 2006–07
- 풋볼 리그 컵: 2005–06

레알 마드리드
- 라 리가: 2007–08
- 수페르코파 데 에스파냐: 2008

마르세유
- 리그 1: 2009–10
- 쿠프 드 프랑스: 2009–10, 2010–11

뉴얼스 올드 보이스
- 아르헨티나 프리메라 디비시온: 2012–13

### 국가대표팀
아르헨티나 U-23
- 하계 올림픽: 2004

아르헨티나
- 코파 아메리카 준우승: 2004, 2007
- FIFA 컨페더레이션스컵 준우승: 2005

### 개인
- 맷 버즈비 경 올해의 선수: 2004–05

## 경력 통계

### 클럽
| 클럽       | 클럽                | 클럽              | 리그 | 리그 | 컵               | 컵               | 리그 컵                | 리그 컵                | 대륙       | 대륙       | 합계 | 합계 |
| 시즌       | 클럽                | 리그              | 출장 | 골   | 출장             | 골               | 출장                   | 골                     | 출장       | 골         | 출장 | 골   |
| 아르헨티나 | 아르헨티나          | 아르헨티나        | 리그 | 리그 | 컵               | 컵               | 리그 컵                | 리그 컵                | 남아메리카 | 남아메리카 | 합계 | 합계 |
| ---------- | ------------------- | ----------------- | ---- | ---- | ---------------- | ---------------- | ---------------------- | ---------------------- | ---------- | ---------- | ---- | ---- |
| 1997–98    | 뉴얼스 올드 보이스  | 프리메라 디비시온 | 8    | 0    |                  |                  |                        |                        | 0          | 0          | 8    | 0    |
| 스페인     | 스페인              | 스페인            | 리그 | 리그 | 코파 델 레이     | 코파 델 레이     | 수페르코파 데 에스파냐 | 수페르코파 데 에스파냐 | 유럽       | 유럽       | 합계 | 합계 |
| 1997–98    | 바야돌리드          | 라 리가           | 0    | 0    | 0                | 0                | 0                      | 0                      | 0          | 0          | 0    | 0    |
| 포르투갈   | 포르투갈            | 포르투갈          | 리그 | 리그 | 타사 드 포르투갈 | 타사 드 포르투갈 | 타사 다 리가           | 타사 다 리가           | 유럽       | 유럽       | 합계 | 합계 |
| 1998–99    | 스포르팅 리스본     | 프리메이라리가    | 5    | 1    | 1                | 0                | 0                      | 0                      | 0          | 0          | 6    | 1    |
| 스페인     | 스페인              | 스페인            | 리그 | 리그 | 코파 델 레이     | 코파 델 레이     | 수페르코파 데 에스파냐 | 수페르코파 데 에스파냐 | 유럽       | 유럽       | 합계 | 합계 |
| 1999–00    | 바야돌리드          | 라 리가           | 18   | 0    | 0                | 0                | 0                      | 0                      | 0          | 0          | 18   | 0    |
| 2000–01    | 바야돌리드          | 라 리가           | 36   | 1    | 0                | 0                | 0                      | 0                      | 0          | 0          | 36   | 1    |
| 프랑스     | 프랑스              | 프랑스            | 리그 | 리그 | 쿠프 드 프랑스   | 쿠프 드 프랑스   | 쿠프 드 라 리그        | 쿠프 드 라 리그        | 유럽       | 유럽       | 합계 | 합계 |
| 2001–02    | 파리 생제르망       | 리그 1            | 31   | 0    | 0                | 0                | 0                      | 0                      | 2          | 0          | 33   | 0    |
| 2002–03    | 파리 생제르망       | 리그 1            | 35   | 2    | 0                | 0                | 0                      | 0                      | 4          | 0          | 39   | 2    |
| 2003–04    | 파리 생제르망       | 리그 1            | 33   | 2    | 0                | 0                | 0                      | 0                      | 0          | 0          | 33   | 2    |
| 잉글랜드   | 잉글랜드            | 잉글랜드          | 리그 | 리그 | FA컵             | FA컵             | 풋볼 리그 컵           | 풋볼 리그 컵           | 유럽       | 유럽       | 합계 | 합계 |
| 2004–05    | 맨체스터 유나이티드 | 프리미어리그      | 26   | 1    | 4                | 0                | 2                      | 0                      | 7          | 0          | 39   | 1    |
| 2005–06    | 맨체스터 유나이티드 | 프리미어리그      | 4    | 0    | 0                | 0                | 0                      | 0                      | 2          | 2          | 6    | 2    |
| 2006–07    | 맨체스터 유나이티드 | 프리미어리그      | 22   | 0    | 6                | 1                | 2                      | 0                      | 8          | 0          | 38   | 1    |
| 스페인     | 스페인              | 스페인            | 리그 | 리그 | 코파 델 레이     | 코파 델 레이     | 수페르코파 데 에스파냐 | 수페르코파 데 에스파냐 | 유럽       | 유럽       | 합계 | 합계 |
| 2007–08    | 레알 마드리드       | 라 리가           | 20   | 1    | 2                | 0                | 0                      | 0                      | 4          | 0          | 26   | 1    |
| 2008–09    | 레알 마드리드       | 라 리가           | 24   | 2    | 1                | 0                | 0                      | 0                      | 7          | 0          | 32   | 2    |
| 프랑스     | 프랑스              | 프랑스            | 리그 | 리그 | 쿠프 드 프랑스   | 쿠프 드 프랑스   | 쿠프 드 라 리그        | 쿠프 드 라 리그        | 유럽       | 유럽       | 합계 | 합계 |
| 2009–10    | 마르세유            | 리그 1            | 27   | 4    | 0                | 0                | 2                      | 0                      | 7          | 2          | 36   | 6    |
| 2010–11    | 마르세유            | 리그 1            | 31   | 3    | 0                | 0                | 0                      | 0                      | 8          | 1          | 39   | 4    |
| 이탈리아   | 이탈리아            | 이탈리아          | 리그 | 리그 | 코파 이탈리아    | 코파 이탈리아    | 리그 컵                | 리그 컵                | 유럽       | 유럽       | 합계 | 합계 |
| 2011–12    | 로마                | 세리에 A          | 30   | 0    | 2                | 0                | 0                      | 0                      | 0          | 0          | 32   | 0    |
| 합계       | 아르헨티나          | 아르헨티나        | 8    | 0    |                  |                  |                        |                        | 0          | 0          | 8    | 0    |
| 합계       | 스페인              | 스페인            | 98   | 4    | 3                | 0                | 0                      | 0                      | 11         | 0          | 112  | 4    |
| 합계       | 포르투갈            | 포르투갈          | 5    | 1    | 1                | 0                | 0                      | 0                      | 0          | 0          | 6    | 1    |
| 합계       | 프랑스              | 프랑스            | 157  | 11   | 0                | 0                | 2                      | 0                      | 21         | 3          | 180  | 14   |
| 합계       | 잉글랜드            | 잉글랜드          | 52   | 1    | 10               | 1                | 4                      | 0                      | 17         | 2          | 83   | 4    |
| 합계       | 이탈리아            | 이탈리아          | 30   | 0    | 2                | 0                | 0                      | 0                      | 0          | 0          | 32   | 0    |
| 경력 합계  | 경력 합계           | 경력 합계         | 350  | 17   | 16               | 1                | 6                      | 0                      | 49         | 5          | 421  | 23   |

### 국가대표팀
| 아르헨티나 | 아르헨티나 | 아르헨티나 |
| 연도       | 출장       | 골         |
| ---------- | ---------- | ---------- |
| 2003       | 4          | 0          |
| 2004       | 14         | 0          |
| 2005       | 10         | 1          |
| 2006       | 5          | 0          |
| 2007       | 9          | 1          |
| 2008       | 9          | 0          |
| 2009       | 11         | 0          |
| 2010       | 9          | 1          |
| 합계       | 71         | 3          |